# Абдуллаева, Мелихон Файзуллаевна
Мелихон Файзуллаевна Абдуллаева (род. 1956) — советский государственный деятель, депутат Верховного Совета СССР 10-го созыва.

## Биография
Родилась в 1956 году. По национальности — узбечка. Получила среднее образование. В 1972 году начала работать мотальщицей на Наманганском комбинате шёлковых тканей имени 50-летия Узбекской ССР, располагавшемся в городе Наманган, где и продолжала работать по состоянию на март 1983 года. По состоянию на 4 марта 1979 года была членом ВЛКСМ.
4 марта 1979 года была избрана депутатом Совета национальностей Верховного Совета СССР от Наманганского избирательного округа № 106 Узбекской ССР. 18 апреля 1979 года вошла в состав Комиссии по делам молодёжи Совета Национальностей.
Брала на себя обязательство выработать за пятилетку почти 275 тонн пряжи, то есть одиннадцать годовых норм.

## Личная жизнь
По состоянию на март 1983 года была замужем, растила двоих детей. Её муж был её наставником на Наманганском комбинате шёлковых тканей, где они и познакомились.